# Compsibidion circunflexum
Compsibidion circunflexum là một loài bọ cánh cứng trong họ Cerambycidae.